# 1942 en photographie
| Années de la photographie : 1939 - 1940 - 1941 - 1942 - 1943 - 1944 - 1945    |
| Décennies de la photographie : 1910 - 1920 - 1930 - 1940 - 1950 - 1960 - 1970 |

Cet article présente les faits marquants de l'année 1942 en photographie.

## Événements
- Création du Bureau d'information de guerre des États-Unis (United States Office of War Information, OWI), service fédéral des États-Unis, chargé de la propagande américaine ; il finance tout type de médias, dont les photographies, et se dote de deux unités de prise de vue, dont les photographes documentent la mobilisation. Le photographe Alfred T. Palmer est ainsi chargé de photographier les usines d'aéronautique du pays, des chantiers de construction et des sites industriels en relation avec la production de guerre[1].
- Aux États-Unis, Edward Steichen, directeur de l'Institut photographique naval (Naval Photographic Institute), engage six photographes dont Victor Jorgensen (en)[2].
- Robert Doisneau est chargé par l’éditeur Maximilien Vox de réaliser une partie de l'illustration d'un album commandé par les autorités de Vichy pour célébrer le rayonnement scientifique et culturel de la France, Les Nouveaux Destins de l'intelligence française ; Doisneau consacre deux photographies au laboratoire de synthèse atomique d’Ivry dirigé par Frédéric Joliot-Curie. Il y effectuera plusieurs reportages photographiques jusqu’en 1956[3].
- Création d'Alpa, marque suisse d'appareils photographiques, par la société Pignons.

## Photographies notables
- 13 décembre : Wilhelm Brasse, photographe polonais prisonnier du camp d'extermination d'Auschwitz et contraint par la SS de prendre en photo les nouveaux arrivants, photographie Czesława Kwoka, âgée de 14 ans, qui y sera assassinée 3 mois plus tard.
- Ansel Adams : 
  - The Tetons and the Snake River (en), représentant le Grand Teton et la rivière Snake dans le nord-ouest du Wyoming aux États-Unis.
  - Soirée, lac McDonald, parc national de Glacier (en), représentant le lac McDonald dans le Parc national de Glacier au Montana aux États-Unis.
- Max Alpert, Combat, montrant un officier soviétique armé d'un pistolet qui donne un ordre d'attaque à son unité au cours de la Seconde Guerre mondiale[N 1].

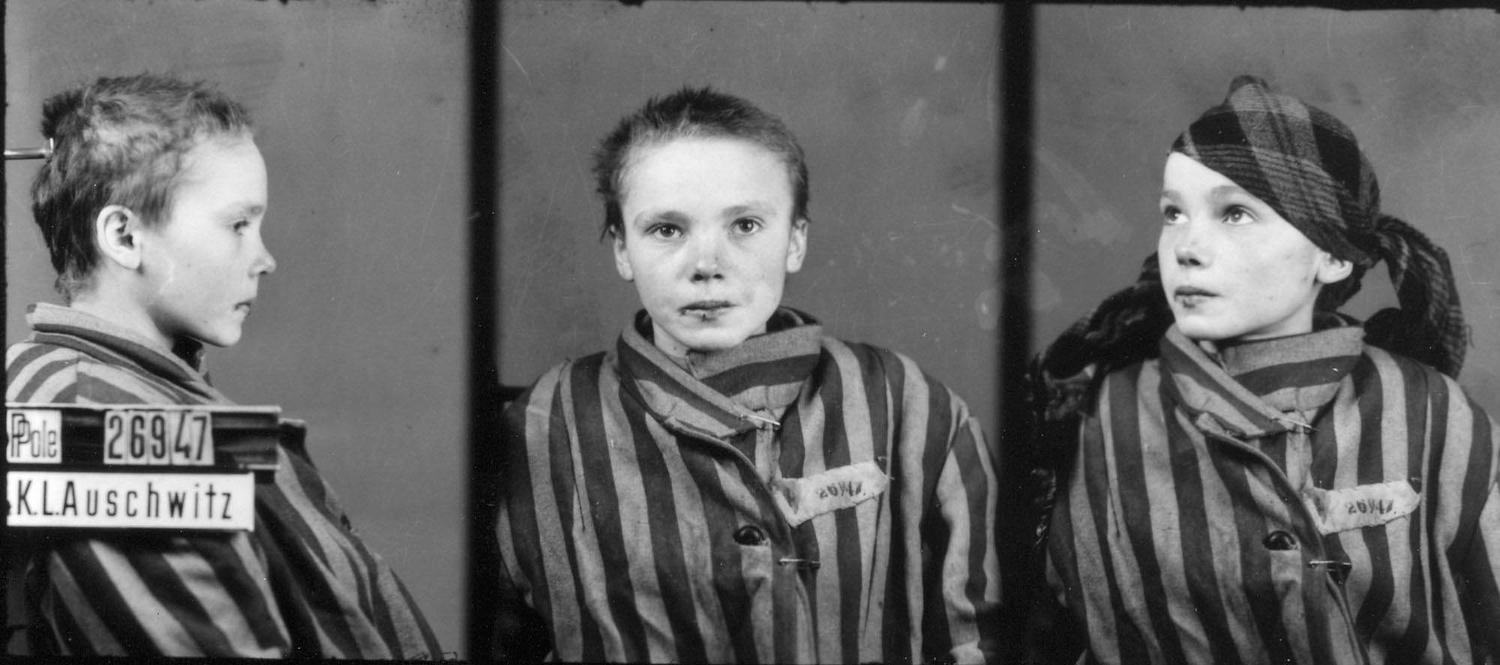
Wilhelm Brasse, Czesława Kwoka à son arrivée au camp d'extermination d'Auschwitz, le 13 décembre 1942.
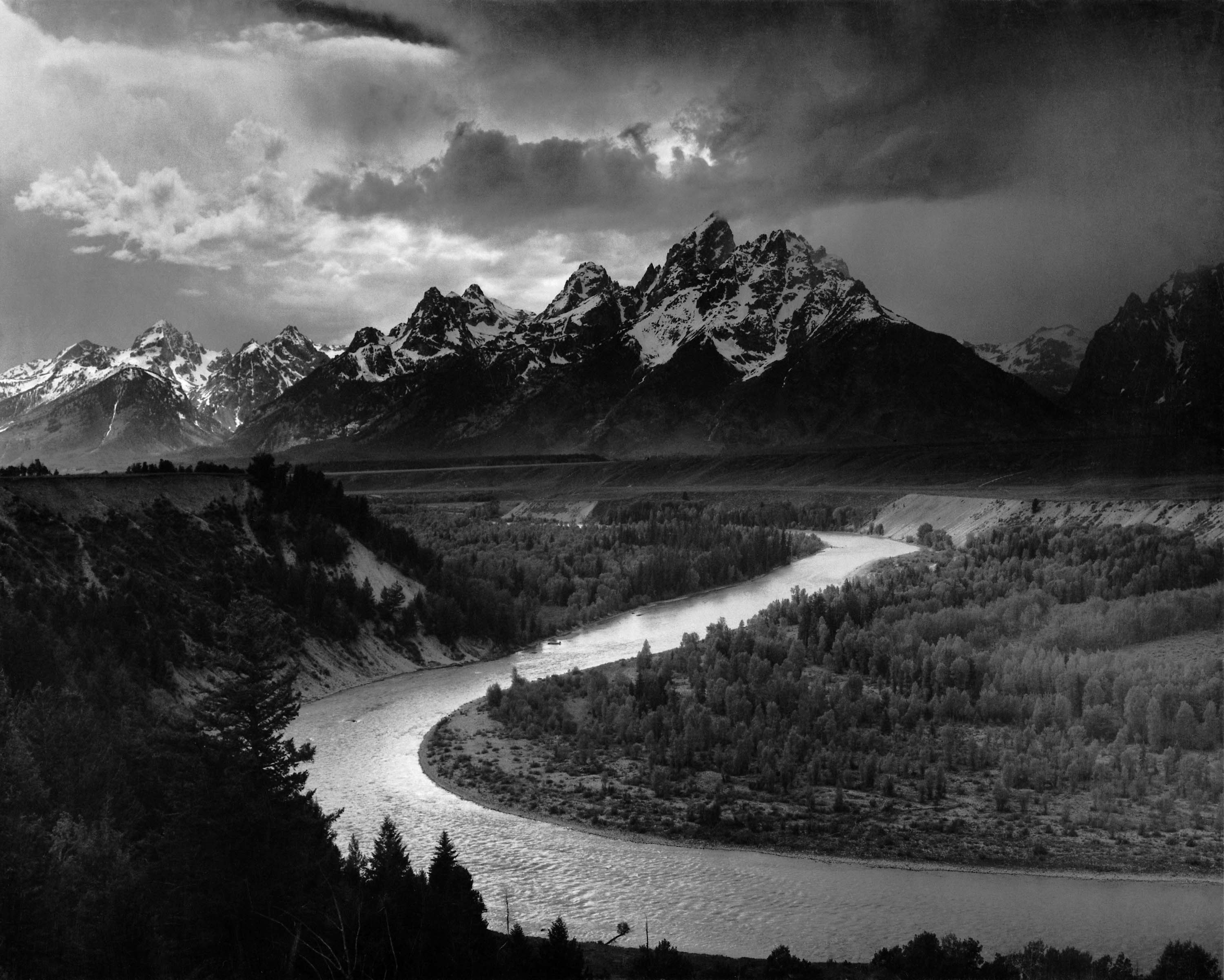
Ansel Adams, The Tetons and the Snake River.
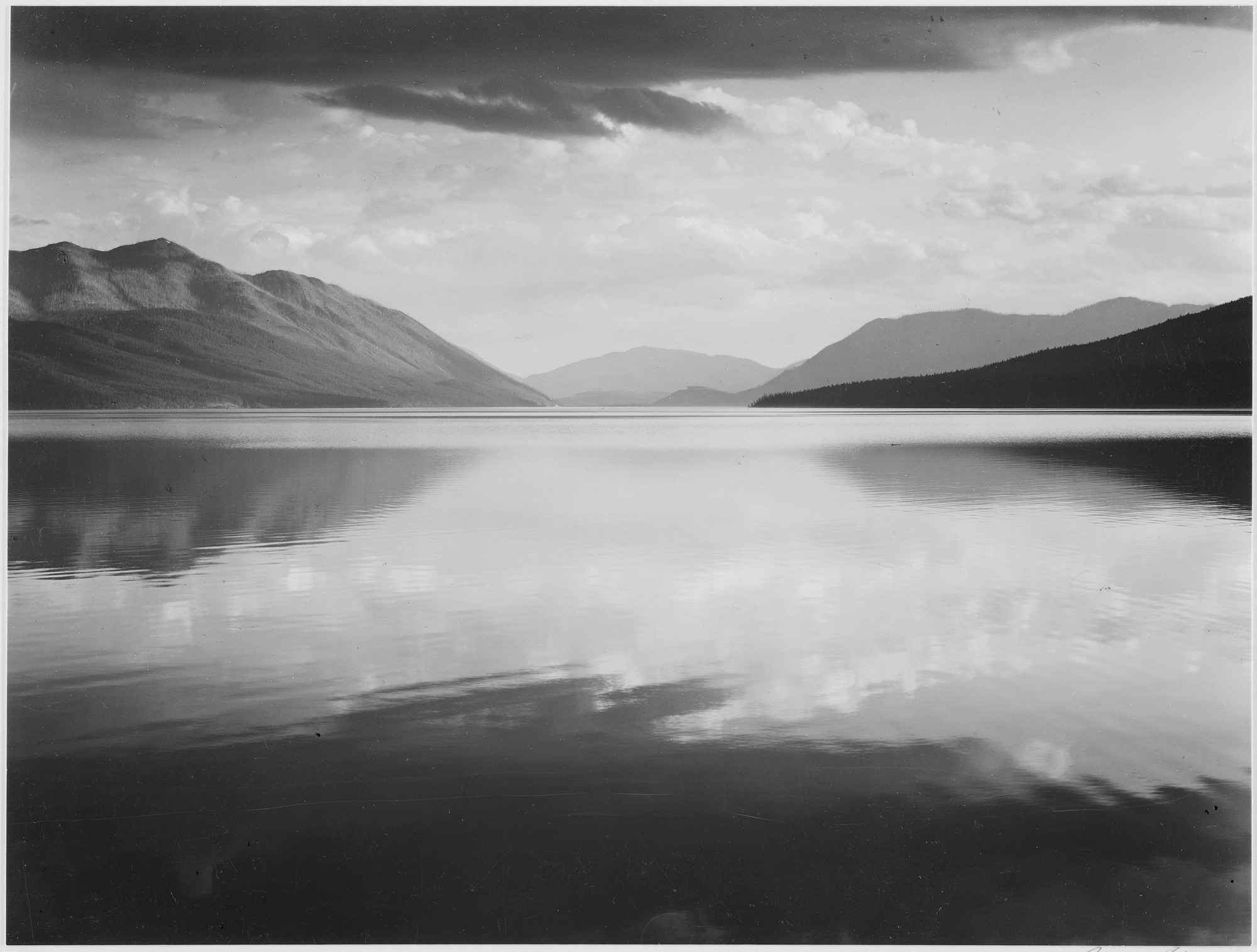
Ansel Adams, Soirée, lac McDonald, parc national de Glacier.
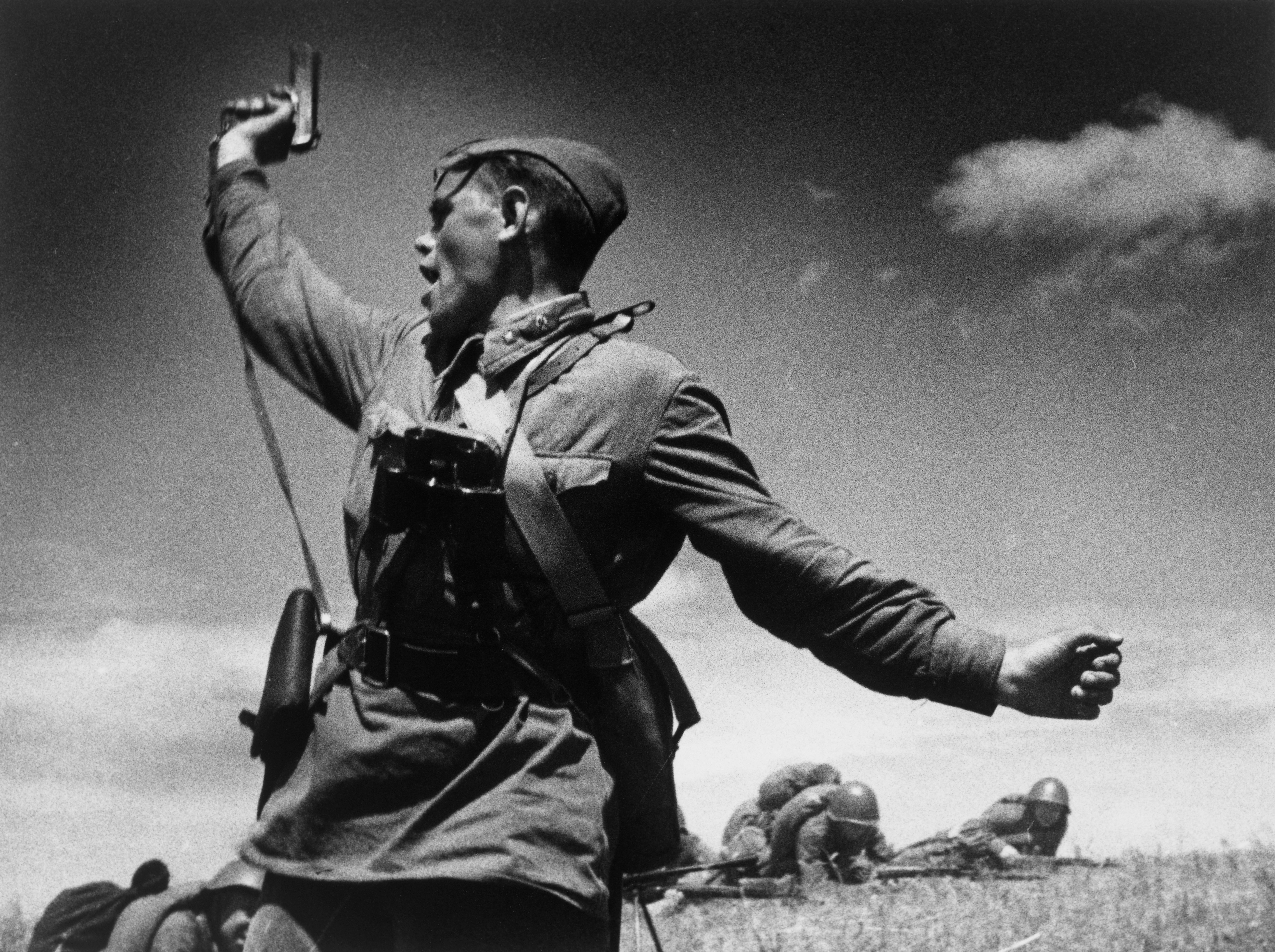
Max Alpert, Combat.

## Prix et récompenses
- Création du prix Pulitzer de photographie[N 2] ; premier récipiendaire : Milton Brooks, photographe au Detroit News pour Ford Strikers Riot prise en 1941[5].

## Naissances
- 24 janvier : Emmanuel Zurini, photographe et sculpteur français.
- 26 janvier : Koen Wessing, photographe néerlandais, mort le 2 février 2011.
- 14 février : Gad Borel, photographe genevois.
- 28 février : Oliviero Toscani, photographe de mode et photographe publicitaire italien, connu pour les campagnes publicitaires provocantes qu'il a créées pour l'entreprise Benetton, mort le 13 janvier 2025.
- 24 mars : Patrick Ullmann, photographe français.
- 28 mai : Serge Tousignant, artiste multidisciplinaire canadien québécois, peintre, graveur, sculpteur et photographe, actif à Montréal.
- 4 avril : Norbert Ketter, photographe luxembourgeois, mort le 5 février 1997.
- 15 juin : Françoise Huguier : photographe de mode et documentaire française.
- 6 juillet : Raymond Depardon, photographe, réalisateur, journaliste et scénariste français, un des créateurs de l'agence photographique Gamma.
- 28 juillet : Henry Wessel Jr., photographe américain, mort le 20 septembre 2018.
- 3 août : Leena Saraste, photographe documentaire finlandaise.
- 15 août : Toni Catany, un photographe espagnol actif à Majorque, mort le 14 octobre 2013.
- 6 septembre : Clyde Butcher, photographe américain de paysages.
- 24 septembre : Alex Kempkens,  photographe et reporter-photographe allemand.
- 27 septembre : Dith Pran, photojournaliste cambodgien rescapé du génocide cambodgien et dont l'histoire a inspiré le film La Déchirure, mort le 30 mars 2008.
- 12 octobre : Paolo Gioli, peintre, photographe et réalisateur italien, mort le 28 janvier 2022.
- 22 octobre : Raghubir Singh, photographe indien, mort le 18 avril 1999.
- 18 décembre : Raghu Rai, photographe et photojournaliste indien.

- Date précise inconnue ou non renseignée :
  - Ryōji Akiyama, photographe japonais.
  - Kunie Sugiura, photographe japonaise.
  - Albert Watson, photographe de mode et portraitiste écossais.

## Décès
- janvier ou février (assassinée dans un camp de concentration à Riga) : Claire Beck Loos, photographe et écrivaine tchèque, née le 4 novembre 1904[6].
- 6 janvier : Tina Modotti, photographe mexicaine d'origine italienne, née le 17 août 1896.
- 15 mars : Nakaji Yasui, photographe japonais, né le 15 décembre 1903.
- 24 mars : George Shiras III, avocat et homme politique américain, photographe amateur qui a photographié la vie nocturne des animaux dans la forêt, né le 1er janvier 1859.
- 17 mai : Signe Brander, photographe finlandaise, née le 15 avril 1869.
- 30 mai : Jessie Tarbox Beals, photographe américaine, née le 23 décembre 1870.
- 30 juin : William Henry Jackson, peintre, explorateur et photographe américain, né le 4 avril 1843.
- 9 août : Arnold Genthe, photographe allemand installé aux États-Unis, né le 8 janvier 1869.
- 16 septembre (assassiné au ghetto de Łódź) : Max Fenichel, photographe autrichien, né  le 2 juillet 1885.
- 15 novembre : Annemarie Schwarzenbach, journaliste, écrivaine, exploratrice et photographe suisse, née le 23 mai 1908.
- 28 novembre : Rose Clark, peintre et photographe pictorialiste américaine, née en 1852.
- 24 décembre : Suzanne Tranchant, photographe et sculptrice française, née le 15 septembre 1853.
- Date précise inconnue ou non renseignée :
  - Rudolf Kohn, photographe documentaire tchécoslovaque, né le 11 février 1900.
  - (assassinée au camp d'extermination de Maïdanek) : Yva, photographe de mode et portraitiste allemande, née le 26 janvier 1900.

## Célébrations
Centenaire de naissance
- Fernando Debas
- Aimé Dupont
- Madame Hermann
- Wilhelm Lundberg
- Rosalie Magnon
- Gaudenzio Marconi
- Émile de Montgolfier
- Takebayashi Seiichi
- Félix Thiollier
- Julia Widgrén
- Francisco Zagala